# Pituophis ruthveni
Pituophis ruthveni is een stierslang uit de familie toornslangachtigen en de onderfamilie Colubrinae.

## Naam en indeling
Olive Griffith Stull beschreef deze in 1929 als de ondersoort ruthveni van de soort Amerikaanse stierslang (Pituophis melanoleucus). Steven B. Reichling verhief ze in 1995 tot de status van soort.
De soort is vernoemd naar de Amerikaanse herpetoloog Alexander Grant Ruthven (1882-1971).

## Uiterlijke kenmerken
De grondkleur van de huid is wit onderaan en donkerbruin op de rug, overgaande naar lichtbruin en wit. Op de rug en de flanken heeft de slang talrijke donkere vlekken die kleiner worden naar de staart toe. Het holotype had een totale lichaamslengte van ongeveer 1,5 meter, waarvan ongeveer twintig centimeter bestond uit de staart.

## Verspreiding en habitat
De slang is endemisch in de Verenigde Staten, waar ze voorkomt in de staat Louisiana en het uiterste oosten van Texas. In de staat Florida is de soort geïntroduceerd. Het is een zeldzame stierslang die slechts in een beperkt aantal geïsoleerde gebieden voorkomt. Haar habitat is moerasden-savannelandschap. De soort lijdt aan habitatverlies door houtkap en aangestoken bosbranden.

## Beschermingsstatus
Door de internationale natuurbeschermingsorganisatie IUCN is de beschermingsstatus 'bedreigd' toegewezen (Endangered of EN).